# Tersztyánszky Dezső
nádasi Tersztyánszky Dezső (Pusztaberki, Nógrád vármegye, 1843. február 2. – Fényeslitke, 1913. április), kisvárdai katolikus kerületi alesperes, fényeslitkei plébános. 

## Élete
Az ősrégi nemesi származású nádasi Tersztyánszky  család sarja. Édesapja, nádasi Tersztyánszky Zsigmond (1811-1863) 1848-49-es honvédhuszárőrnagy, édesanyja sipeki Balás Izabella volt. Tanulmányai befejeztével 1867-ben pappá szentelték. Segédlelkészként működött, Egerben hitoktató volt, valamint karkáplán és aligazgató a Foglár-féle intézetben. A betegeskedő Gyurka József helyett a jászberényi plébánia ügyeit is vezette, ahonnan Kapócsapáthira ment át lelkésznek. Ezt a tekintélyesebb fényeslitkei javadalommal cserélte föl és egyúttal a kisvárdai kerület esperese is volt.
Leveleket írt a Pesti Naplóba (1873. 198. sz.) és az Egerbe (1873. 37. sz.); cikkei az egri Népiskolai Tanügyben és a Népiskolában jelentek meg. Feldolgozta családja történetét.

## Művei
- Koncz Ákos, Egri egyházmegyei papok az irodalmi téren. Eger, 1892
- Nádasi Tersztyánszky család. I. XX okmánnyal és 6 leszármazási táblával. Nyíregyháza, I. 1901
- A Szapolyai-család eredetéről. Turul. 27. évf.